# 沈殷怡
沈殷怡（1994年6月22日—），香港女藝人，2018年起為香港免費電視台ViuTV參與節目，也是該台重點推介的八大藝人之一，在其經理人公司MakerVille的女藝人中排名第二位。

## 簡歷
沈殷怡於香港出生，父親是前律政司副刑事檢控專員沈仲平。沈殷怡先後入讀聖士提反女子中學附屬小學及聖保羅男女中學，之後在2012年憑香港中學文憑試獲最佳六科成績37分（4科5**、1科5和1科4），獲全額獎學金後就讀上海復旦大學法律系，畢業後回香港入讀香港中文大學法學碩士。
雖然沈殷怡法律系出身，不過她對演藝工作感興趣，2018年加入ViuTV拍劇及節目主持，代表作有綜藝節目《美女郊遊遊》及劇集《社內相親》飾演陳映書。

## 演出作品

### 電視劇
- 2018年-2019年：《做演藝嘅》飾Nana
- 2019年：《詭探前傳》飾彭靜
- 2019年：《娛樂風雲》飾Jan
- 2019年：《黑市—偽善若水》飾蘭子
- 2019年：《黑市—正能量》飾女死者佩
- 2020年：《暖男爸爸》飾Kat
- 2020年：《男排女將》飾蟲蟲
- 2021年：《太平紋身店》飾Kate
- 2021年：《無限斜棟有限公司》飾趙南菲
- 2021年：《大叔的愛》飾凌少牧之姐姐（客串演出）
- 2022年：《冥冥之中》飾彭家鳴（第30集）
- 2022年：《野人老師》飾何滿兒
- 2023年：《社內相親》飾陳映書
- 2025年：《翻盤下半場》飾阿葆

### 主持
- 2018年—2019年：《區區有樂》
- 2019年：《中醫「症」解》
- 2019年：《未來教室》
- 2019年：《快樂童盟》
- 2019年：《估你唔到》
- 2019年：《藝術團睇》
- 2020年：《今日疫情》
- 2020年：《金剛旅神團》
- 2020年：《玩轉英語》
- 2020年：《美女郊遊遊》
- 2020年：《娛樂 ON AIR》
- 2020年：《區區有樂2》
- 2020年：《轉機 ON AIR》
- 2020年－：《Chill Club 推介》
- 2021年：《囝囝女女730》（每星期二）
- 2021年：《開運旅神團》
- 2021年：《晚吹-有酒今晚吹》（第41至50集）
- 2021年：《ViuTV 5周年：繼續向前》
- 2021年：《造美人》
- 2021年：《ViuTV 2022》
- 2021年：《蟲前有10個女仔》
- 2021年：《宜家宅急變》
- 2021年：《唔試唔知份工好》
- 2022年：《今日疫情》（第二季）
- 2022年：《Chill Club 推介》
- 2022年：《動物守衛隊》
- 2022年：《小食上大檯》
- 2022年：《海女日記》
- 2023年：《Chill Club 推介榜年度推介22/23》
- 2023年：《入島日本喇 !》
- 2023年：《正一廣東話》
- 2023年：《貓之旅神》
- 2024年：《藝術團睇2》
- 2024年：《Chill Club 推介榜年度推介23/24》
- 2024年：《香港小B選舉》
- 2024年：《腦霧研究所》

### 電視節目
- 2020年：《辣伙頭》參賽者
- 2020年：《辣伙頭·開火》參賽者
- 2020年：《貼身36》演出者
- 2021年：《海陸勁技場》參賽者

### 電視節目（香港電台）
- 2019年：《小學校際通識大賽2019》主持
- 2022年：《競爭之合謀有罪》

### 參演MV
- 2020年：Anson Kong 江𤒹生 -《蝸牛 》

### 歌曲
- 2020年：《好想跟你平凡地老去  》（電影《母夜叉》主題曲）
- 2020年：《難得有情人  》（與駱振偉合唱，翻唱關淑怡作品）

## 外部連結
- Shirley Sham 沈殷怡的Facebook專頁
- Shirley Sham 沈殷怡的Instagram帳戶
- 沈殷怡的新浪微博
- YouTube上的Shirley Sham 沈殷怡頻道